# 浜松市警察部
浜松市警察部（はままつしけいさつぶ）は、静岡県警察が警察法第52条に基づき浜松市に設置している部門（市警察部）。同条では「指定市の区域内における道府県警察本部の事務を分掌させるため、当該指定市の区域に市警察部を置く。」と定められており、政令指定都市である浜松市に設置されている。
所在地は、浜松市中央区中央1丁目の静岡県浜松総合庁舎9F。

## 概要
- 部長：専任の警視
- 所掌事務：市内警察署間の調整、浜松市との連絡調整事務及び監察事務
- 組織：庶務課
- 警察署：浜松中央警察署、浜松東警察署、浜松西警察署、浜北警察署、細江警察署、天竜警察署